# Trigonectes rubromarginatus
Trigonectes rubromarginatus es un pez de la familia de los rivulinos en el orden de los ciprinodontiformes.

## Morfología
Los machos pueden alcanzar los 12 cm de longitud total.

## Distribución geográfica
Se encuentran en Sudamérica.